# Trichogramma cordubense
Trichogramma cordubense is een vliesvleugelig insect uit de familie Trichogrammatidae. De wetenschappelijke naam is voor het eerst geldig gepubliceerd in 1985 door Vargas & Cabello.